# Illot Motu Kao Kao
L'illot Motu Kao Kao, o illot Kao Kao, és el menor dels tres illots deshabitats que formen el lloc més occidental de Xile, al sud de l'illa de Pasqua. Les coordenades en són: 27°11'44.22"S - 109°26'59.19"O. Els tres illots tenen aus marines; Motu Nui també era un lloc essencial per al tangata manu o home ocell, que era el culte de la religió de l'illa en el període comprés entre l'època dels moais i la colonització (convertiren l'illa al catolicisme en la dècada de 1860). Aquest arxipèlag enclou el cim d'una gran muntanya volcànica que s'eleva a més de 2.000 m des del fons de la mar. La superfície en hectàrees de cadascú n'és:

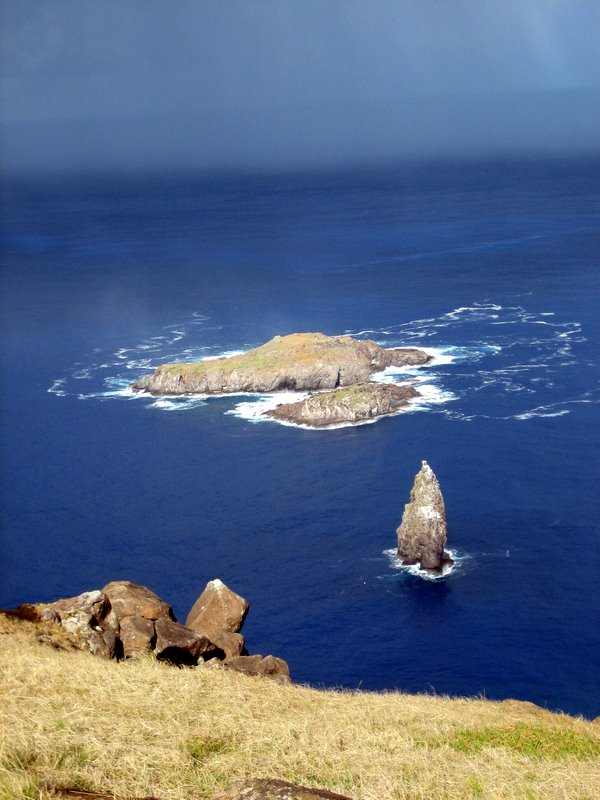
Una vista de l'illot

- Motu Nui: 3,9
- Motu Iti: 1,6
- Motu Kao Kao: 0,1

## Etimologia
En l'idioma rapanui, Motu significa 'illa', i Kao Kao 'estirada', o 'allargada'.

## Morfologia
L'illot Motu Kao Kao és una enorme roca que sobreïx 20 m sobre el nivell de la mar; s'alça des d'un fons d'arena daurada a uns 60 m de fondària, en una zona de corrents forts. Les seues parets cauen verticalment, i per això arribar-ne al cim és dificultós. Té una forma rectangular, amb 64 m de llarg i 32 m d'ample; la superfície és només de 1.150 m². Propers a aquest illot n'hi ha altres dos de més superfície: Motu Iti (a 396 m), i el més allunyat Motu Nui (a 557 m). De tots aquests, Motu Kao Kao és el més proper a la costa de l'illa de Pasqua: a 670 m.